# شیپکا (شهر)
شیپکا شهری در استارا زاگورا کشور بلغارستان است که جمعیت آن در سال ۲۰۰۱ میلادی ۱٬۳۴۸ نفر بوده‌است.